# 層積雲

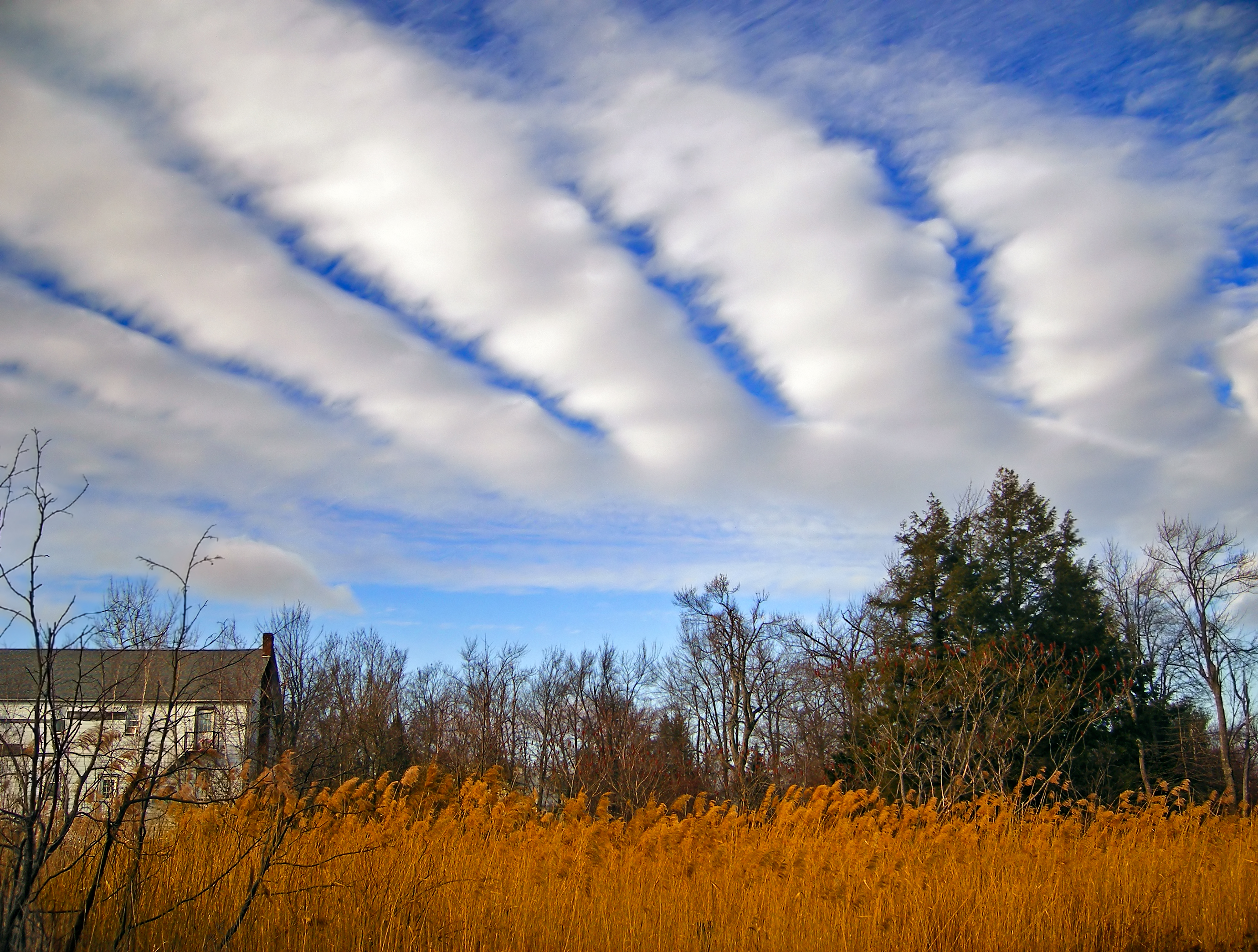
波状/放射状層積雲

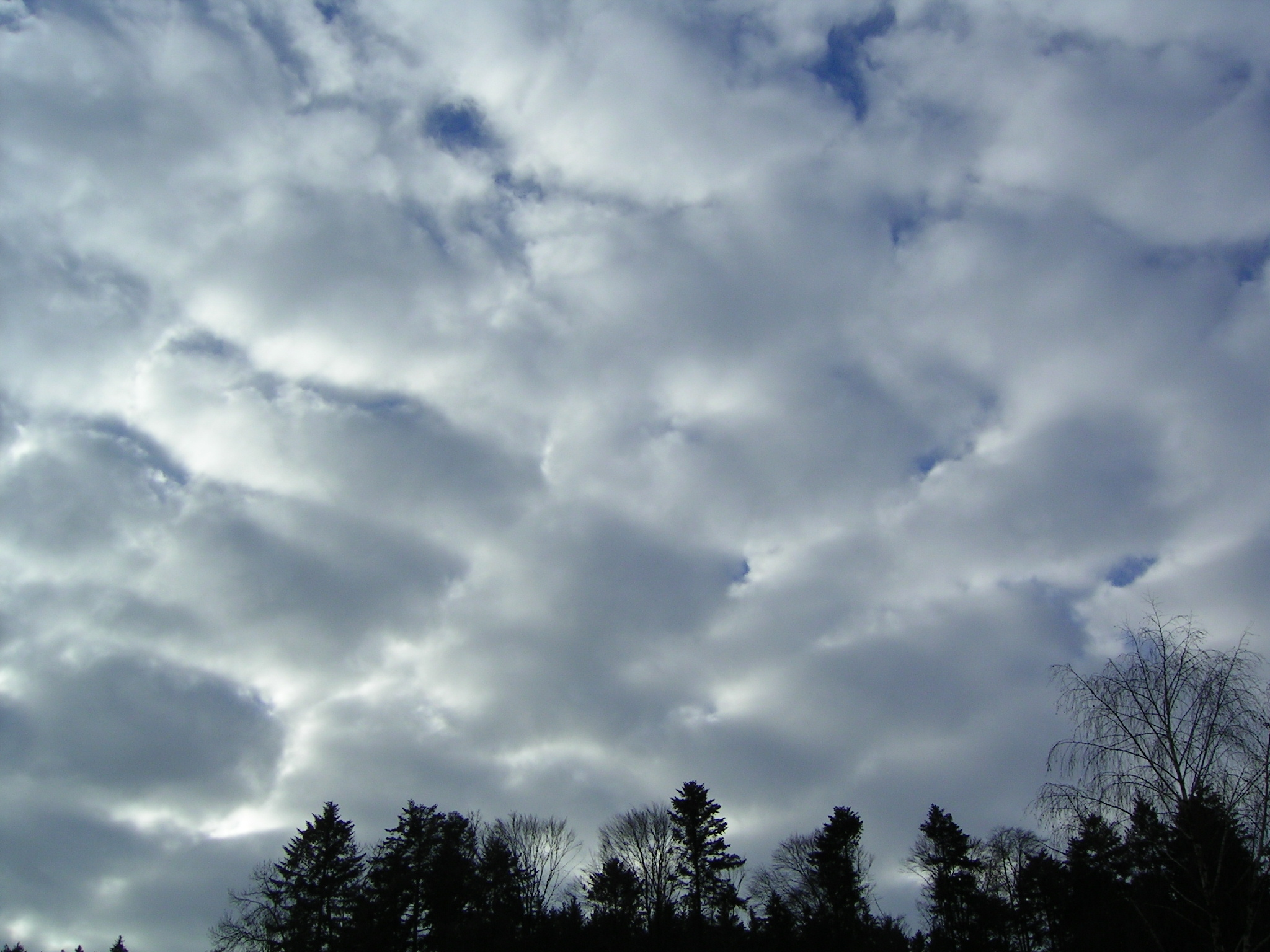
層状層積雲の隙間雲

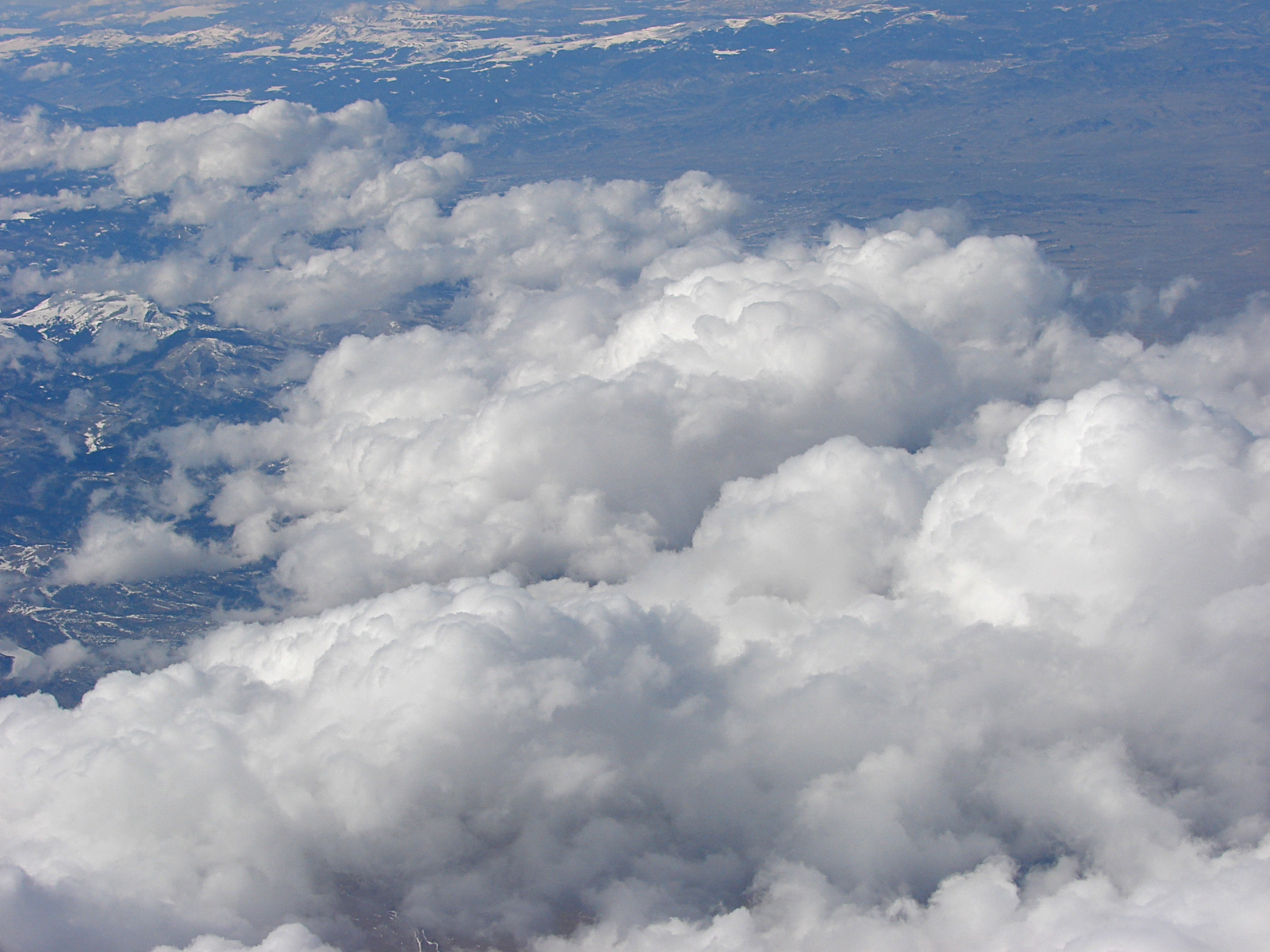
上空から見た層積雲

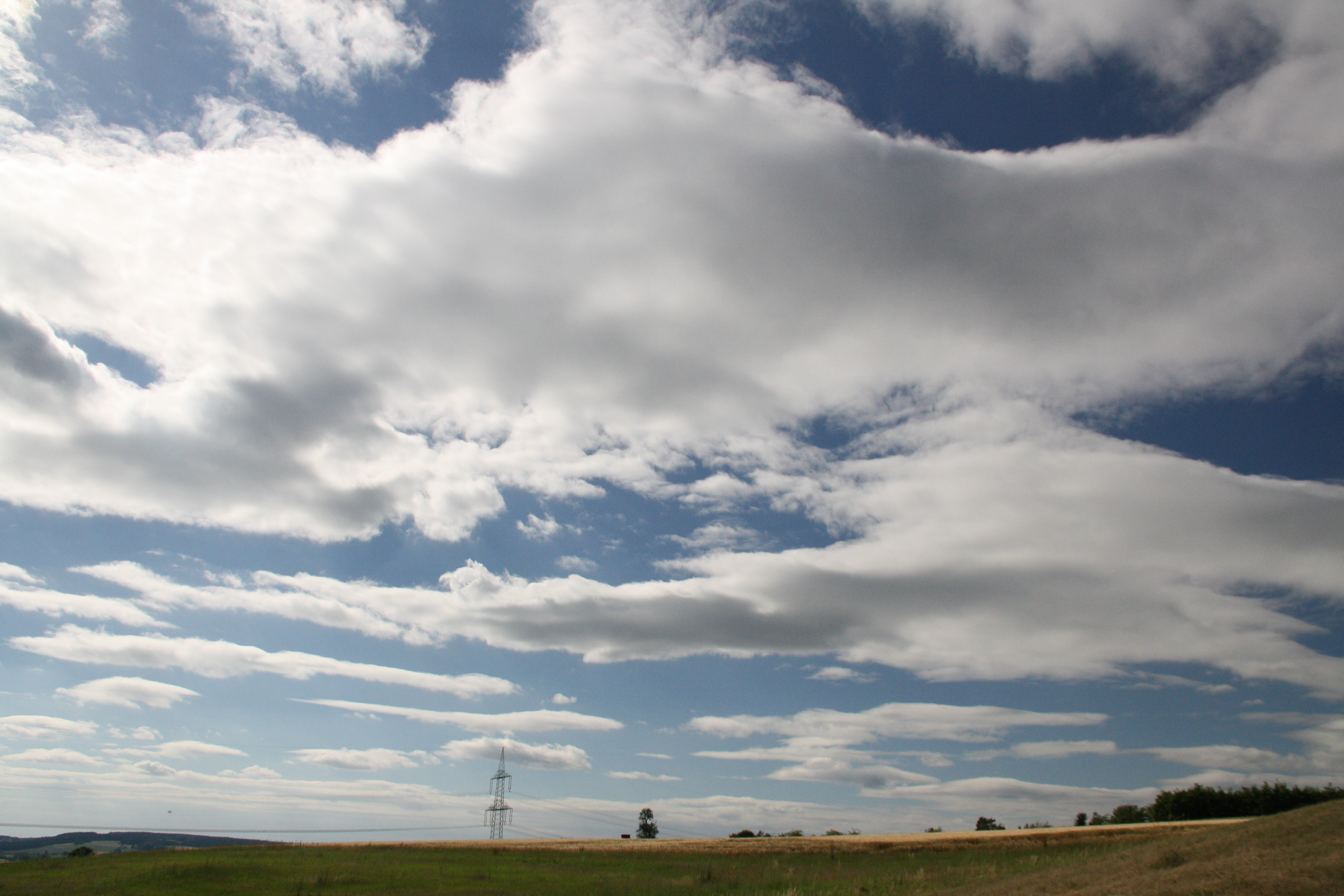
レンズ層積雲

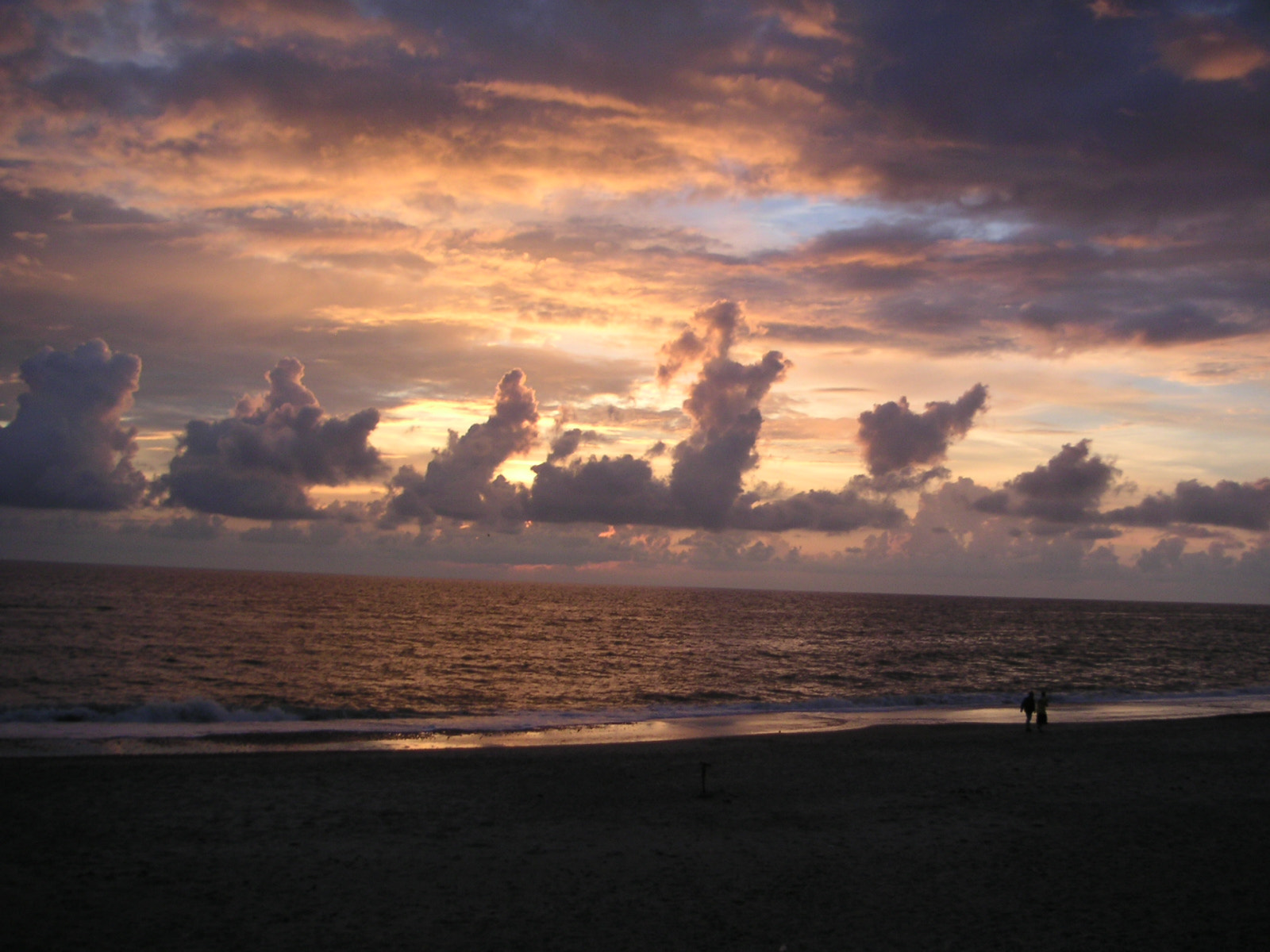
塔状層積雲

層積雲（そうせきうん）は、雲の一種。白色または灰色で、大きな塊が群れをなし、ロール状、斑状、層状などと形容される集まり方をした雲。どの季節にもよく現れ、曇天はもたらすが、降水は多くなく降っても強くない。主な俗称は畝雲（うね雲）・まだら雲・くもり雲・むら雲で、ときに かさばり雲、重なり雲などとも呼ぶ。

## 名称
基本雲形（十種雲形）の一つで、地表付近から高度 2 km 程度まで（日本を含む中緯度地域の場合）にできる下層雲。ラテン語学術名は stratus（ストラトゥス、層雲）と cumulus（キュムラス、積雲）を合成した stratocumulus（ストラトキュムラス）で、略号は Sc 。

## 形状と出現環境
空の低い所に現れて大きな塊が次々と移動していき、ときどき雲の隙間に青空が覗くことはあるが、おおむね曇りの天気となる。高積雲とよく似ていて、一つ一つの雲の塊の天空上での見かけの大きさ（視角度）が約5度以上あるものを層積雲とする。なお、高積雲と異なり毛羽立ったような形状が現れないのも特徴。
層積雲の形は多様である。たくさんの塊が群れたものや細長く伸び並んだものがあり、塊も平らだったり丸まっていたりし、お互いにくっついて斑やモザイクのような模様を見せるものもあれば、畑の畝のように凸凹に波打ち、あるいは長いロール状がいくつも並んだ形をする。また、手でちぎった綿、あるいはとらえどころのない形をし、刻々と姿を変えていくことも多い。冗談交じりに「層積雲とはほかのどの雲にも当てはまらない雲のことである」と紹介されることもある。
層積雲は主に、水平に広がる層雲がその中で発生した対流により上に成長して変化、あるいは対流により生じた積雲や積乱雲が水平に広がって変化するなどして形成される。高積雲や乱層雲から生じることもある。
山地や丘陵地などで、湿った気流が地形の影響で上昇したり振動したりして層積雲が発生し、比較的小さな層積雲の大集団を形成することがある。
層積雲がだんだんと崩れてきたり次々と形が変わり始めた場合、風が強くなってきたことが考えられる。また、層積雲はその生成条件と高度の低さなどから、温度が比較的高く太陽光を受けやすいため、日中、特に夏の水辺では雲の上部から蒸発し始めてばらばらに分解してしまうこともしばしばである。
また、高度が低いため地上を照らす太陽光を遮ることが多く、その隙間から太陽光が漏れる天使の梯子が見られることも多い。
層積雲が厚くなってくるときは天気が崩れ、層積雲の高度が高くなってくるときは天気は回復する。層積雲から降る雨や雪はそれほど強くなく、より上層にある高積雲から落下した氷晶が層積雲の中で成長するなどして降ることが多い。
層積雲には5つの雲種がある。広がって空のほとんどを覆ったものを層状雲といい、層積雲では最も頻度が高い。上空の風が強い時現れるレンズのような塊型のものをレンズ雲というが層積雲では頻度が低い。下から盛り上がった雲のてっぺんにあるものを塔状雲といい、ときに雄大積雲や積乱雲に発達することがある。丸みを帯びた塊（房状雲）となることもあり、塔状雲が消えていく過程で見られることが多い。稀にチューブ状（volutus）となることもある。
雲の厚さによって、太陽や月を透視できるくらいのものを半透明雲、完全に覆い隠してしまうくらい厚いものを不透明雲という。また雲片が集団になりひとつひとつの雲片に隙間が見えるものを隙間雲という。
変種として、帯状・ロール状の雲が放射状に並ぶものを放射状雲、2層異なる高度にあって重なって見えるものを二重雲、上空の気流の影響で波紋やうねりのような模様が見えるものを波状雲、丸い穴がいくつも開き消散傾向のものを蜂の巣状雲という。

## 派生する雲形
国際雲図帳2017年版の解説によると、層積雲に現れることがある種・変種・副変種は以下の通り。
- 雲種 - 層状雲、レンズ雲、塔状雲、房状雲、volutus[注 2]
- 雲変種 - 半透明雲、隙間雲、不透明雲、二重雲、波状雲、放射状雲、蜂の巣状雲
- 雲副変種（部分的に特徴のある雲） - 乳房雲、尾流雲、降水雲、fluctus[注 3]、asperitas[注 4]、cavum[注 5]